# 新城街道 (韩城市)
新城街道，是中华人民共和国陕西省渭南市韩城市下辖的一个乡镇级行政单位。

## 行政区划
新城街道下辖以下地区：
梅苑村社区、兴盛里社区、陵北社区、车站社区、人民路社区、普照路社区、董村社区、民德贤社区、司马社区、西峙路社区、玉屏山社区、姚庄村、潭马村、董村、盘乐村、三星村、坡底村、相里堡村、五星村、河渎村、周原村、留芳村、新民村、重阳村、新农村和赵村。